# Ida Kühnel

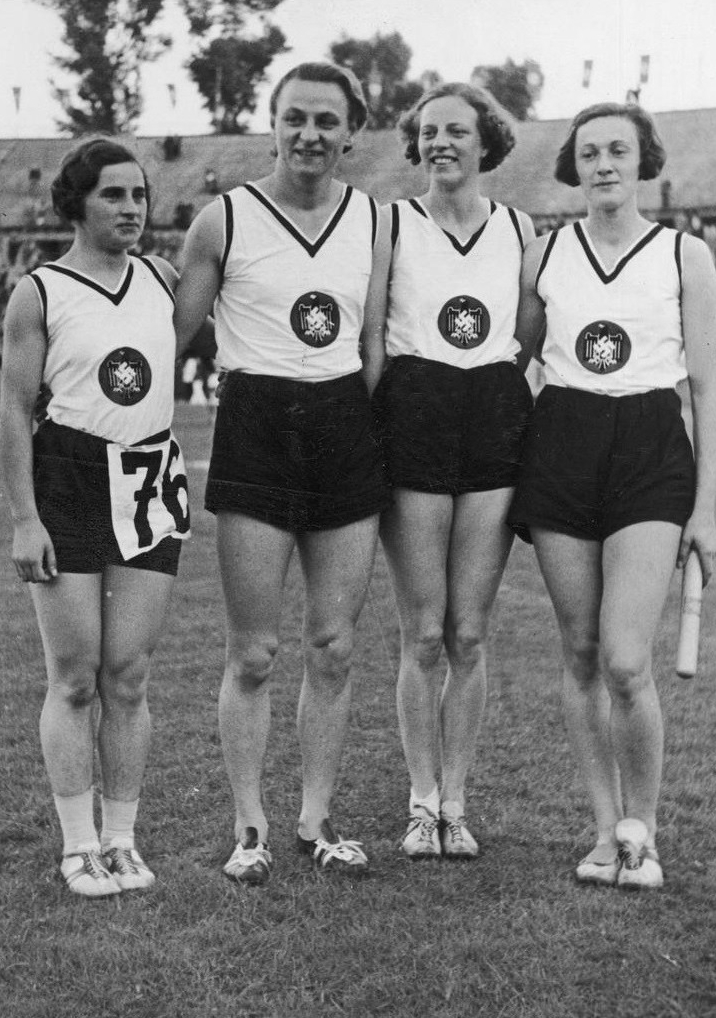
Ida Kühnel. Europameisterschaften 1938 (von links:Josefine Kohl, Käthe Krauß, Emmy Albus, Kühnel)

Ida Kühnel (* 22. April 1920 in München; † 20. Juli 1999 ebenda) war eine deutsche Leichtathletin. Bei den Europameisterschaften 1938 in Wien gewann sie in 46,8 s die Goldmedaille mit der deutschen 4-mal-100-Meter-Staffel in der Besetzung Josefine Kohl, Käthe Krauß, Emmy Albus, Ida Kühnel. Im 100-Meter-Lauf dieser Europameisterschaften wurde sie Fünfte (12,3 s).
Ida Kühnel gehörte dem Sportverein MTV 1879 München an. Sie war 1939 und 1941 deutsche Meisterin im 100-Meter-Lauf. 1939, 1943 und 1950 wurde sie Meisterin mit der 4-mal-100-Meter-Staffel. Ihre Bestzeit von 11,9 s stellte sie 1939 in Erfurt auf. Nach ihrer Hochzeit hieß sie Adler, nach erneuter Heirat Pleschak.